# Habitation Routa
L'habitation Routa est une ancienne plantation coloniale située à Lamentin, sur l'île de Basse-Terre, dans le département de la Guadeloupe en France. La maison de maître est inscrite aux monuments historiques en 2013.

## Historique
L'habitation remonte au moins au XIXe siècle. En 1837, Louis Adolphe Routa, originaire des Ardennes, achète la propriété alors appelée « Bellevue Espérance » qui prend alors son nom et le conserve toujours.
Jules et Henri Wachter rachètent l'habitation en 1920 et, en 1927, ce dernier en est l'unique propriétaire. Ses descendants en sont toujours les propriétaires. Une distillerie est construite en 1920 pour produire du rhum. Elle est détruite par l'ouragan Okeechobee en septembre 1928 puis reconstruite en 1930. Le bâtiment principal est construit de 1931 à 1937, par les architectes Payot et Cane. Sa structure est métallique mais conserve l'esthétique des maisons de maître antillaises avec une terrasse faisant le tour du bâtiment et de nombreuses ouvertures pour favoriser la circulation de l'air.
En 2012, l'essentiel de l'épisode Meurtre à la plantation de la deuxième saison (2013) de la série franco-britannique Meurtres au paradis est tourné dans différents lieux de la propriété.

## Protection patrimoniale
La maison principale, l'allée et la distillerie sont inscrits au titre des monuments historiques le 10 décembre 2013,.
Elle fait partie des 269 sites en péril retenus en 2018 par la mission menée par Stéphane Bern pour bénéficier des gains du loto du patrimoine.